# マイク・モーガン (アメリカンフットボール)
マイク・モーガン（Mike Morgan 1988年1月16日- ）はテキサス州ダラス出身のアメリカンフットボール選手。現在NFLのシアトル・シーホークスに所属している。ポジションはラインバッカー。

## 経歴
高校時代の2004年には98タックル、18サック、7ファンブルフォース、最終学年の2005年には203タックル、10サックをあげた。
USCに進学した彼は、2006年をレッドシャツで過ごした。2007年は控え選手及びスペシャルチームとして12試合に出場し、9タックルをあげた。2008年も控え選手、スペシャルチームでプレーし、12試合で22タックル、1サックをあげた。2009年、最初の9試合でストロングサイドラインバッカーとして先発出場、その後は控え選手として、パスシチュエーションで起用され、13試合で50タックル、4サックをあげた。
大学時代50試合に出場し、139タックル、5.5サックをあげた。
2011年のNFLドラフトでは指名されなかったものの、7月26日にドラフト外フリーエージェントで大学時代のラインバッカーコーチであるケン・ノートン・ジュニアがアシスタントコーチを務めるシアトル・シーホークスと契約を結んだ。
2012年11月11日のニューヨーク・ジェッツ戦で初先発を果たした。この試合の後半に彼とカム・チャンセラーはション・グリーンにヒット、グリーンは退場した。